# Hessentag 1973
Der 13. Hessentag fand vom 16. bis zum 24. Juni 1973 im südhessischen Pfungstadt statt. An den neun Festtagen wurden 160.000 Besucher gezählt.

## Vorgeschichte
Pfungstadt war in den 1970er Jahren die größte Kommune im damaligen Landkreis Darmstadt. Durch die Eingemeindung von Hahn 1972 lag die Einwohnerzahl bei gut 20.000 Einwohnern. Die Stadt bewarb sich 1971 für den Hessentag im nächsten Jahr, scheiterte aber an Marburg, das zusammen mit dem Hessentag 1972 sein 750. Stadtjubiläum feierte. Die Landesregierung beschloss, als Ersatz der Stadt Pfungstadt für 1973 den Zuschlag zu geben.

## Veranstaltungsschwerpunkte

### Sport
Pfungstadt präsentierte sich als Sportstadt. Neun Turn- und Sporthallen, ein Schwimmbad sowie 30 Sportplätze standen im Stadtgebiet zur Verfügung. Es fanden unter anderem Wettbewerbe im Kegeln, Gewichtheben und das Gaubestenschießen der Schützen statt. Springreitveranstaltungen standen ebenso auf dem Programm wie Schach. Des Weiteren wurde ein Handballspiel der Hessenauswahl gegen die Nationalmannschaft ausgetragen. 

### Politik
Streit gab es im Vorfeld, darüber das die Hessische Staatskanzlei die Beteiligung der oppositionellen CDU am Hessentag ablehnte. Die christdemokratische Fraktion im Landtag forderte eine Beteiligung an den Bürgersprechtagen die während des Hessentages abgehalten wurden. Junge Union und CDU kritisierten das Verhalten der Staatskanzlei als autoritär. Die CDU-Fraktion im Hessischen Landtag mied daraufhin demonstrativ den Festakt zur Hessentags-Eröffnung.
Zur Eröffnung des Hessentages sprach der damalige Landesvorsitzender der FDP und Vorsitzender der FDP-Bundestagsfraktion Wolfgang Mischnick. 
Der Stadtjugendring betrieb im Mühlbergheim einen ständigen Jugendtreff, dort wurden unter anderem Diskussionsrunde zu aktuellen Themen, wie etwa die Lehrlingsbewegung durchgeführt.
Während des Hessentages besuchte eine Abordnung des Zerstörers "Hessen"  der Bundesmarine, Pfungstadt. 

### Festumzug
Der Traditionelle Festumzug fand am Sonntag, dem 24. Juni, statt. Hierbei wurde die gerade stattfindende Hessische Gebietsreform auf die Schippe genommen. Der im Vorjahr zu Pfungstadt gekommene Stadtteil Hahn nahm mit einem Umzugswagen teil, auf dem die Eingemeindung als Hochzeit des Jahres persefliert wurde. Dem Umzug wohnten etwa 100.000 Menschen bei. Die Ehrentribüne befand sich in der Kirchstraße vor dem heutigen Stadthaus I.  

### Infrastruktur
Als Infrastrukturmaßnahmen die heute noch erhalten sind, zählen das Stadtmuseum, die Städtische Bücherei sowie die Seniorenwohneinrichtung Haus Hessenland. Des Weiteren wurde die Kirchmühle zu einem Restaurant umgebaut, aktuell aber nicht mehr als solches genutzt.

## Zukünftige Veranstaltung
In der Sitzung vom 14. Oktober 2019 hat die Stadtverordnetenversammlung der Stadt Pfungstadt dafür gestimmt, sich zum 50. Jubiläum im Jahre 2023, für den 63. Hessentag zu bewerben.